# Colobostema maximum
Colobostema maximum är en tvåvingeart som beskrevs av Haenni 1993. Colobostema maximum ingår i släktet Colobostema och familjen dyngmyggor.
Artens utbredningsområde är Madagaskar. Inga underarter finns listade i Catalogue of Life.